# خورشیدگرفتگی ۶ فوریه ۲۰۲۷
خورشیدگرفتگی ۶ فوریه ۲۰۲۷ (به انگلیسی: Solar eclipse of ۶ فوریه ۲۰۲۷) یک خورشیدگرفتگی از نوع خورشیدگرفتگی حلقه‌ای است. این خورشیدگرفتگی در تاریخ ۶ فوریه ۲۰۲۷ میلادی (‎۱۷ بهمن ۱۴۰۵ خورشیدی) روی خواهد داد که زمان اوج آن، ساعت ۱۶:۰۰:۴۸ به‌وقت ساعت هماهنگ جهانی است. مدت زمان و طول این خورشیدگرفتگی ۷ دقیقه و ۵۱ ثانیه خواهد بود.